# World Games (gra komputerowa)
World Games – gra komputerowa wydana przez firmę Epyx w roku 1986.
Gra posiada 8 konkurencji z całego świata, m.in. podnoszenie ciężarów, sumo, czy też skok przez beczki. Tak samo jak w poprzednich odsłonach gier sportowych Epyxu, istnieje możliwość gry z wieloma osobami (maksymalnie do ośmiu graczy). Każdy z grających wybiera swoją narodowość, jak miało to miejsce w grach Summer Games czy Winter Games. Tak jak podczas Olimpiady, uczestnicy za swoje osiągnięcia nagradzani są medalami.
Gra została wydana na dyskietce i na kasecie.